# Златоустовский Воскресенский монастырь
Златоустовский Воскресенский единоверческий монастырь — один из известнейших и крупнейших единоверческих монастырей на Урале, основанный в 1849 году иноком Иоанном (Гордеевым), на берегу реки Иструть в Златоустовском уезде Уфимской губернии (ныне Саткинский район Челябинской области). Являлся духовным и административным центром единоверия на Урале.

## История
Монастырь основан в 1849 году бывшим старообрядческим начётчиком Иоанном (Гордеевым) у горы Вишнёвой, с северной стороны хребта Чулкового и Сулея, на реке Иструть, в 1,5 км от излучины реки Ай.
В монастыре была построена каменная, покрытая железом церковь во имя Покрова Пресвятой Богородицы и колокольня с 6 колоколами. Освящение церкви было совершено 25 июня 1859 года (по другим данным — 30 июня 1901 года епископом Уфимским Антонием (Храповицким)). Монастырь входил в состав Оренбургской (позднее — в Уфимской) епархии.
К началу XX века монастырь имел штат из 34 человек: настоятель, казначей, 5 иеромонахов, 2 иеродиакона, 25 монахов.
Монастырь прекратили своё существование в 1924 году в период советских репрессий против религии. На его базе власти организовали подсобное хозяйство. Простые, безыскусные строки «Плача инока о разрушении своей обители», полные не только скорби, но и надежды, посвятил закрытию монастыря его настоятель, архимандрит Антоний (Миловидов):
Плачет сын твой о горе твоем,

Но воспрянешь — и радостен будет.

Грешны мы, дети твои, 

Но за то наказаны строго.

Кайтесь, молитесь и помните: 

У Господа милости много.

Мрачное время пройдет — и увидишь 

Ты лучшую долю,

Славу, обилье, почет и ярмом 

Не стесненную волю.

Буду ль с тобою тогда я, иль, может,

В земле, иль вдали за горами,

С радостью имя твое назову пред толпами.

«Да, — я скажу, — мы согрешили, 

Но страданье вину искупает».

Славна обитель, воспрянь же: 

Заря возрожденья ведь когда-нибудь засияет.

## Настоятели монастыря
- 1849—1866 — Иоанн (Гордеев), священноинок (в миру Василий Фёдорович Гордеев), родился в апреле 1801 года в селе Ярославке, Уфимской губернии в семье крестьянина и основателя села Ярославки — Федора Павловича Гордеева, оказавшегося в Башкирии после подавлении Пугачевского бунта.
- 1868—1912 — Иоанн (Корионов) (в миру Иван Нестерович Корионов)
- 1913—1924 — Антоний (Миловидов)